# Charles-Louis Benoit
 (avril 2022).
Pour les articles homonymes, voir Benoit.
Charles-Louis Benoit est un homme politique français né le 8 novembre 1808 à Saint-Mihiel (Meuse) et mort le 24 juillet 1889 à Verdun (Meuse).

## Biographie
Fils de Charles-Julien-François Benoît, receveur des droits d'enregistrement de Fresnes-en-Woëvre et de Françoise-Gabrielle Jacob, fille d'un avocat de Saint-Mihiel, Charles Benoît est un avocat à Verdun. Il entre ensuite dans la magistrature et devient juge d'instruction à Verdun. Il entre au conseil municipal en 1837 puis est nommé adjoint en 1843 jusqu'en mars 1848, où les républicains obtiennent la ville. Il redevient adjoint de mai 1850 à juillet 1852 puis à nouveau à partir de 1856. Il est élu conseiller d'arrondissement en 1845 puis en août 1860 au Conseil général de la Meuse dans le canton de Verdun. En septembre 1860, il est nommé maire de Verdun et pratique une politique active notamment au niveau scolaire mais aussi sociales et des transports. Il co-préside le comité pour le plébiscite du 8 mai 1870. Il subit le siège avec ses administrés pendant 81 jours durant la guerre de 1870 jusqu'à la reddition de la garnison. 
Il est élu le 8 février 1871 comme représentant de la Meuse jusqu'en 1876 et siège au centre-droit. Il est favorable au rétablissement de la monarchie. Il est aussi rapporteur du budget en 1875. Il s'abstient cependant lors des votes des lois constitutionnelles de 1875. En octobre 1874, il est battu aux cantonales et ne se représente pas en 1876 et abandonne aussi ses fonctions municipales ami de la même année. Il se retire alors de la vie publique.

## Décoration
- Officier de la Légion d'honneur (15 juillet 1871)

## Source
- Jean El Gammal, François Roth et Jean-Claude Delbreil, Dictionnaire des Parlementaires lorrains de la Troisième République, Serpenoise, 2006 (ISBN 2-87692-620-2 et 978-2-87692-620-2, OCLC 85885906, lire en ligne), p. 199-200